# Can Gifreu (Palol de Revardit)
Can Gifreu és una obra de Palol de Revardit (Pla de l'Estany) inclosa a l'Inventari del Patrimoni Arquitectònic de Catalunya.

## Descripció
Edifici de planta rectangular, desenvolupat en planta baixa i un pis, la coberta és de teula àrab a dues vessants. Les parets estructurals són de maçoneria emmarcades per carreus. És interessant destacar la porta principal de mig punt amb grans dovelles i sobre d' ella una finestra gòtica amb motllures i nervadures.